# (9072) 1993 RX3
(9072) 1993 RX3 là một tiểu hành tinh vành đai chính. Nó được phát hiện bởi PCAS và ở Đài thiên văn Palomar tại Hoa Kỳ ngày 12 tháng 9 năm 1993.